# Ophiactis tricolor
Ophiactis tricolor är en ormstjärneart som beskrevs av Hubert Lyman Clark 1928. Ophiactis tricolor ingår i släktet Ophiactis och familjen bandormstjärnor. Inga underarter finns listade i Catalogue of Life.